# Пахарь (Журавичский сельсовет)
Пахарь (бел. Пахар) — посёлок в Журавичском сельсовете Рогачёвского района Гомельской области Белоруссии.

## География

### Расположение
В 46 км на северо-восток от районного центра и железнодорожной станции Рогачёв (на линии Могилёв — Жлобин), 104 км от Гомеля.

### Гидрография
На западной окраине безымянная река (приток реки Гутлянка).

## Транспортная сеть
Транспортные связи по просёлочной, затем автомобильной дороге Довск — Славгород).

## История
Обнаруженный археологами курганный могильник (22 насыпи, на восточной окраине) свидетельствует о заселении этих мест с давних времён. Современный посёлок основан в начале 1920-х годов переселенцами из соседних деревень на бывших помещичьих землях. В 1930 году организован колхоз. Во время Великой Отечественной войны 12 января 1943 года около посёлка произошел бой партизан с оккупантами, в итоге были убиты 3 немца и 3 полицая. 35 жителей погибли на фронте. Согласно переписи 1959 года в составе колхоза «XXII партсъезд» (центр — деревня Хатовня). Располагались Журавичский детский дом-общежитие и его подсобное хозяйство. Планировка состоит из прямолинейной широтной улицы, застроенной двусторонне, деревянными усадьбами.

## Население

### Численность
- 2004 год — 50 хозяйств, 329 жителей.

### Динамика
- 1959 год — 330 жителей (согласно переписи).
- 2004 год — 50 хозяйств, 329 жителей.